# Adrijana Knežević
Pour les articles homonymes, voir Knežević.
Adrijana Knežević, née le 20 janvier 1987 à Senta (Serbie), est une joueuse serbe de basket-ball.

## Biographie
Après avoir commencé la saison 2010-2011 sans club, elle s'engage avec Villeneuve-d'Ascq pour remplacer la Britannique Julie Anne Page, au rendement jugé insuffisant,.
Après une saison à Lotos Gdynia avec 9,4 points, 3.1 rebonds et 2,2 passes décisives en Euroligue et 7 points, 3,3 rebonds et 1,9 passe en championnat polonais, elle signe à l'été 2012 pour Toulouse. Elle est remerciée peu après le début de sa seconde saison. Elle la poursuit au Spartak Subotica avec des moyennes de 22 points et 7,6 rebonds par rencontre. En 2014-2015, elle rejoint le club de Campus Promete, lanterne rouge après la septième journée du championnat espagnol.
Après une saison conclue sur des moyennes de 13,2 points et 5 rebonds, elle se dirige vers une autre équipe du championnat espagnol, le champion sortant Uni Girona.

## Clubs
| Saisons   | Équipe                             | Pays    |
| 2004-2005 | Belgrade                           | Serbie  |
| 2005-2006 | Ros Casares Valencia               | Espagne |
| 2006-2007 | Salamanque                         | Espagne |
| 2007-2008 | Club Atletico Faenza Pallacanestro | Italie  |
| 2008-2009 | Gran Canaria                       | Espagne |
| 2009-2010 | Soller Joventud Mariana            | Espagne |
| 2011-2011 | Villeneuve-d'Ascq                  | France  |
| 2011-2012 | Lotos Gdynia                       | Pologne |
| 2012-2013 | Toulouse Métropole Basket          | France  |
| 2013-2014 | Spartak Subotica                   | Serbie  |
| 2014-     | Campus Promete                     | Espagne |
| 2015-     | Uni Girona                         | Espagne |

## Palmarès

### Jeunes
- Championnat du Monde juniors en 2005
- Championnat d'Europe espoirs en 2007
- Championnat d'Europe juniors en 2005
- Championnat d'Europe cadettes en 2003